# Eugenia scalariformis
Eugenia scalariformis är en myrtenväxtart som beskrevs av Mcvaugh. Eugenia scalariformis ingår i släktet Eugenia och familjen myrtenväxter. Inga underarter finns listade i Catalogue of Life.